# دنده کی‌دی‌ئی
دنده کی‌دی‌ئی (انگلیسی: KDE Gear) (که قبلاً با نام KDE Applications Bundle شناخته می‌شد) مجموعه‌ای از برنامه‌ها و کتابخانه‌های پشتیبان است که توسط جامعه KDE توسعه‌یافته است، عمدتاً در سیستم‌عامل‌های مبتنی بر لینوکس استفاده می‌شود، اما بیشتر به صورت چند پلتفرمی، و بر اساس یک زمان‌بندی انتشار رایج منتشر می‌شوند.
بسته نرم‌افزاری از بیش از ۱۰۰ برنامه تشکیل شده است.  نمونه‌هایی از برنامه‌های کاربردی برجسته در این بسته شامل مدیر فایل Dolphin، نمایشگر اسناد Okular، ویرایشگر متن Kate، ابزار آرشیو Ark و شبیه‌ساز ترمینال Konsole است.
قبلاً بسته نرم‌افزاری KDE بخشی از کامپایل نرم‌افزار KDE بود.

## لیست برنامه‌های کاربردی بخشی از بسته نرم‌افزاری

### توسعه

#### توسعه نرم‌افزار
- Cervisia – فرانت‌اند CVS
- KAppTemplate – تولید کننده پروژه کد مبتنی بر الگو
- Kate – یک ویرایشگر متن برای برنامه نویسان. از KDE 4، KEdit با Kate و/یا Kwrite جایگزین شده است.
- KBugBuster – مدیر اشکال KDE محور
- KCachegrind – یک فرانت‌اند برای Valgrind
- KDESvn – کلاینت براندازی گرافیکی
- KDevelop – یک محیط توسعه یکپارچه برای چندین زبان
- KDiff3 – قسمت جلویی Diff/Patch
- Kommander - ویرایشگر گفتگوی پویا
- Kompare – فرانت‌اند Diff/Patch
- Lokalize – یک سیستم ترجمه به کمک کامپیوتر
- Okteta - یک ویرایشگر هگز
- Poxml
- Swappo
- Massif Visualizer – ویژوالایزر برای فایل‌های داده Valgrind Massif
- Umbrello – برنامه نمودار UML

#### توسعه وب
- KImageMapEditor - یک ویرایشگر نقشه تصویر HTML
- KXSLDbg - یک دیباگر XSLT